# Белые ночи
Бе́лые но́чи — ночи, в течение которых естественное освещение остаётся достаточно высоким, то есть вся ночь состоит лишь из сумерек. Явление наблюдается в высоких и приполярных широтах обоих полушарий перед летним солнцестоянием и после него.

## Где наблюдаются белые ночи
Время наступления белых ночей и их продолжительность зависит от географической широты. Точного астрономического определения понятия «белые ночи» не существует. Например, под этим может пониматься явление, когда вся ночь представляет собой интервал непрерывных гражданских сумерек от захода до восхода солнца.
В интервале гражданских сумерек максимальный угол нахождения центра солнечного диска под линией горизонта составляет 6°. При таких условиях белые ночи могут наблюдаться только на широтах выше 60°34′ (это на 6° ниже широты полярного круга). Однако имеющий символическое название «Город белых ночей» Санкт-Петербург находится несколько ниже (центр — на широте 59°56′), поэтому там гражданские сумерки в день летнего солнцестояния на 1 час 44 минуты переходят в навигационные. Самая светлая ночь приходится на 21—22 июня, её продолжительность составляет 5 часов 12 минут, а в истинную полночь (момент нижней кульминации) солнце опускается под горизонт на 6°38′. В Санкт-Петербурге существует так называемый «официальный» период белых ночей — с 11 июня по 2 июля, когда в полночь Солнце опускается под горизонт не дальше 7°. Вместе с тем многие считают началом белых ночей 25—26 мая, а концом — 16—17 июля. В эти дни в полночь Солнце опускается под горизонт примерно на 9°. Таким образом, светлые ночи в местностях и на более низких широтах, например, 57° или 56°30′, где гражданские сумерки на 4 часа переходят в навигационные, часто называют белыми.
Белые ночи без навигационных сумерек в широтах ниже полярного круга наблюдаются в период летнего солнцестояния, а также до и после него в течение тем большего количества ночей, чем выше широта местности. По мере приближения к солнцестоянию ночи становятся всё светлее, достигая максимума освещённости в ночь солнцестояния. В широтах выше полярного круга белые ночи наблюдаются в течение двух — четырёх недель до наступления полярного дня и после его окончания.

### В России
Города (с населением более 30 тыс.), где наблюдаются белые ночи по определению, данному в Большой советской энциклопедии (солнце опускается за горизонт до 7°):

65,1° — Печора;

64,6° — Северодвинск;

64,5° — Архангельск;

63,8° — Муравленко;

63,4° — Ухта;

63,2° — Ноябрьск;

62,8° — Мирный;

62,5° — Мирный;

62,3° — Когалым;

62,1° — Нягань, Радужный;

62,0° — Якутск;

61,8° — Петрозаводск;

61,7° — Сыктывкар;

61,6° — Лянтор;

61,3° — Лангепас, Сургут;

61,1° — Нефтеюганск;

61,0° — Мегион, Нижневартовск, Ханты-Мансийск;

60,7° — Выборг, Пыть-Ях, Стрежевой;

59,9° — Санкт-Петербург;

59,8° — Краснотурьинск;

59,6° — Магадан, Серов, Соликамск.
В широтах выше полярного круга:

69,4° — Норильск;

69,0° — Мурманск;

67,9° — Мончегорск;

67,6° — Нарьян-Мар;

67,6° — Апатиты;

67,5° — Воркута;

66,5° — Салехард;

66,1° — Новый Уренгой;

66,0° — Усинск;

65,5° — Надым.

### За пределами России
- На всей территории: Финляндии, Исландии, Антарктиды.
- На большей части территории: Швеции, Норвегии, Дании (Фарерские острова, Гренландия).
- На меньшей части территории: Эстонии (на севере), Великобритании (Оркнейские и Шетландские острова в Шотландии, а также Южные Оркнейские острова в Антарктике), США (почти вся Аляска, за исключением южных районов), Канады (северные районы).

### Влияние состояния стратосферы
Необычайно светлые ночи могут наблюдаться и в более низких широтах в том случае, когда в стратосферу попадает мелкодисперсная взвесь, рассеивающая солнечный свет на больших высотах. В частности, такое явление наблюдалось после падения Тунгусского метеорита.

## Белые ночи как культурное явление

### Санкт-Петербург
Белые ночи — своеобразный символ Санкт-Петербурга: в это время года в городе проходят различные фестивали, концертные программы и народные гулянья. Период белых ночей предваряется празднованием Дня основания города 27 мая. В двадцатых числах июня проходит праздник выпускников школ — «Алые паруса». Образ «белых ночей» широко используется в искусстве и литературе. Под торговой маркой «Белые ночи» в Санкт-Петербурге выпускается ряд кондитерских изделий. «Белые ночи» — российский международный турнир по бадминтону. Этап Кубка Европы по бадминтону (челленджер) с 2007 года. Место проведения — Гатчина. Ежегодно проводится Международный конкурс-фестиваль детско-юношеского творчества «Звуки и краски белых ночей». Проводится фестиваль искусств «Звезды белых ночей». Государственной филармонией джазовой музыки совместно с Комитетом по культуре Правительства Санкт-Петербурга с 1994 проводится Петербургский фестиваль джаза «Свинг белой ночи».

### Нижневартовск
С 1975 года в Нижневартовске проводится фестиваль белых ночей. Период празднования белых ночей в Нижневартовске каждый год назначается администрацией города. В 2009 году праздник продлился два дня — 12 и 13 июня, а в 2010 году — три: с 11 по 13 июня. «Самотлорские ночи», как ещё называют это празднование, обычно подразумевает комплекс различных народных гуляний, концертов, выставок и т. д.

### В искусстве
- О белых ночах не раз писал А. С. Пушкин.

Пишу, читаю без лампады,

И ясны спящие громады

Пустынных улиц, и светла

Адмиралтейская игла,

И, не пуская тьму ночную

На золотые небеса,

Одна заря сменить другую

Спешит, дав ночи полчаса.

- Ф. М. Достоевский написал повесть «Белые ночи», по мотивам которой неоднократно снимали фильмы.

- Белая ночь упоминается в песне «Карелия» (музыка Александра Колкера, слова Кима Рыжова).

Белая ночь опустилась безмолвно на скалы,

Светится белая, белая, белая ночь напролёт.

И не понять, то ли небо в озёра упало,

И не понять, то ли озеро в небе плывет.